# Молога
Молога (на руски: Молога) е река в Тверска, Новгородска и Вологодска област на Русия, ляв приток на Волга (влива се в Рибинското водохранилище). Дължина 456 km (до създаването на Рибинското водохранилище 607 km). Площ на водосборния басейн 29 700 km².

## Извор, течение, устие
Река Молога извира на 164 m н.в., в крайните източни части на Валдайското възвишение, на 4 km западно от село Ключевая, в централната част на Тверска област. По цялото си протежение тече в заблатена равнина, като образува големи завои. След началото си Молога тече на изток, с бавно течение, много меандри и ширина на коритото 10 – 20 m. Преди град Бежецк и в чертите на града става широка, като образува езерни разширения от 100 до 600 m, със заблатени брегове, многочислени острови, старици и ръкави. След това реката протича през голямото езеро Верестово (23,1 km²), бреговете на което са заблатени и обрасли с тръстика. Тук долината ѝ е широка до 4 km, а заливната ѝ тераса 1 – 1,5 km. При изтичането си от езерото Молога завива на югозапад, ширината ѝ се увеличава до 30 – 40 m, а течението ѝ е бавно и спокойно. При селището от градски тип Максатиха завива на север, ширината ѝ става до 60 m, скоростта ѝ се увеличава, а бреговете ѝ стават гористи. Появяват се бързеи и малки прагове, там където реката преодолява моренните валове на Бежецкото възвишение. В района на град Пестово ширината на коритото ѝ достига 100 m, бреговете ѝ са гористи, на места с малки пясъчни плажове, а посоката ѝ става североизточна. След устието на Кобожа ширината ѝ превишава 150 m, а след град Устюжна става плавателна по време на пълноводие за плиткогазещи съдове. След устието на най-големия си приток река Чагодоща скоростта на течението ѝ е почти нулево, поради напора на водите на Рибинското водохранилище, ширината ѝ се увеличава до 200 m и повече (в района на село Слуди 250 – 260 m), а дълбочината достига до 6,5 m. Влива се във Весегонския залив на Рибинското водохранилище (изградено на река Волга), на 102 m н.в., на границата между Тверска и Вологодска област.

## Водосборен басейн, притоци
Водосборният басейн на Молога има площ от 29 700 km², което представлява 2,18% от водосборния басейн на река Волга. На запад водосборният басейн на Молога граничи с водосборните басейни на реките Мста, Сяс и Паша (всичките от басейна на Нева), на север – с водосборния басейн на река Суда (влива се в Рибинското водохранилище), на юг – с водосборния басейн на река Медведица (ляв приток на Волга), а на изток – с водосборните басейни на по-малки реки, леви притоци на Волга.
Основни притоци: леви – Волчина (106 km), Сарагожа (53 km), Меглинка (50 km), Кирва (69 km), Колодня (57 km), Кобожа (184 km), Чагодоща (242 km), Шалоч (58 km); десни – Остречина (52 km), Ратиня (69 km), Кат (64 km).

## Хидроложки показатели
Молога Има смесено подхранване с преобладаване на снежното. Среден годишен отток на 58 km от устието 172 m³/s, в средното течение 60 m³/s, в устието 237 m³/s. Заледява се в периода от края на октомври до началото на декември, а се размразява през април или началото на май.

## Населени места
Долината на реката е гъсто заселена, като в нея са разположени множество, населени места, в т.ч. град Бежецк и селището от градски тип Максатиха в Тверска област, гред Пестово в Новгородска област и град Устюжна във Вологодска област.